# István Farkas

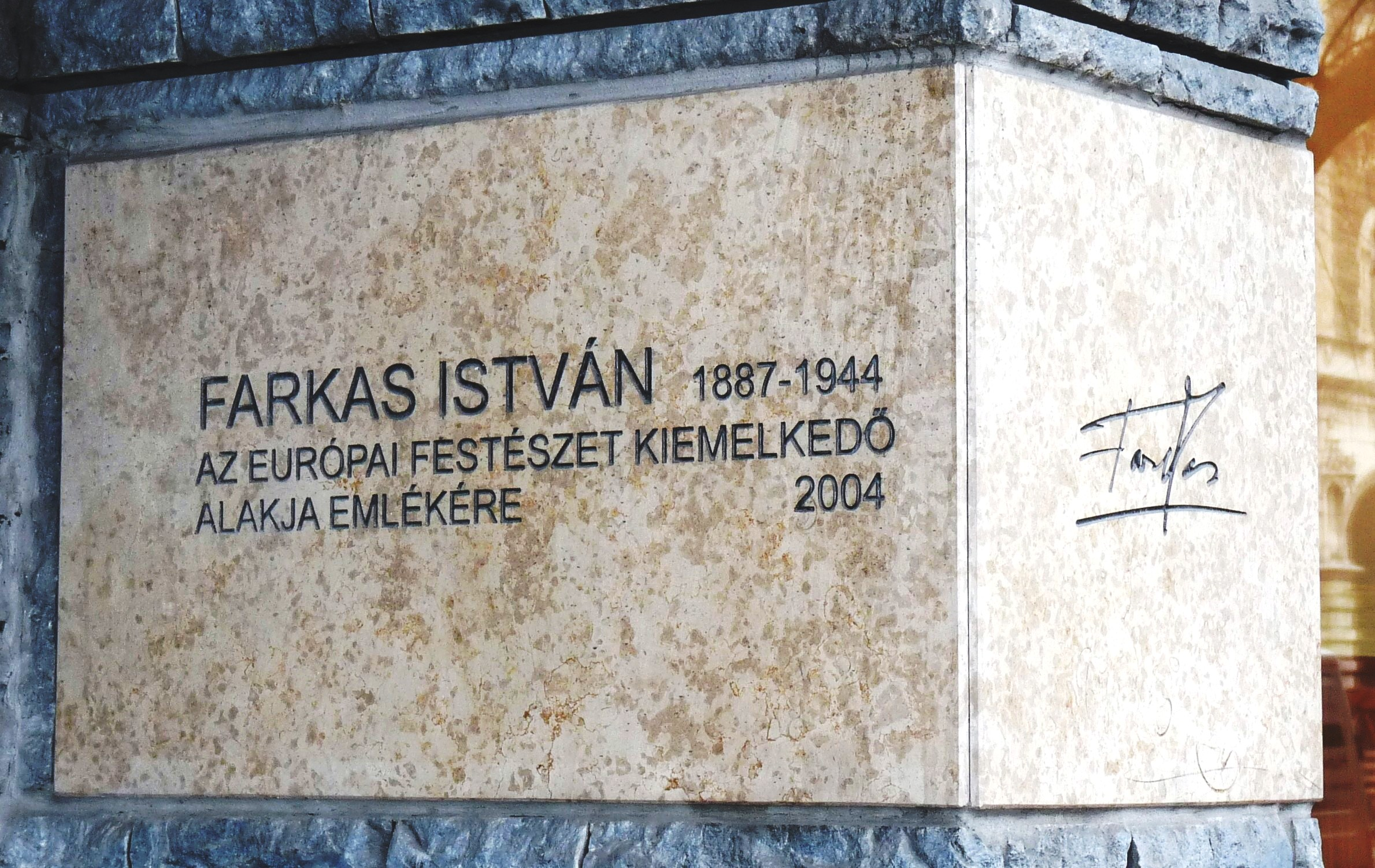
Lapide commemorativa a Budapest

István Farkas (Budapest, 20 ottobre 1887 – Auschwitz, luglio 1944) è stato un pittore e editore ungherese di origine ebraica, vittima dell'Olocausto.

## Biografia

### Primi anni e la prima guerra mondiale
Nato da Jozsef Wolfner, fondatore della casa editrice Singer & Wolfner e noto collezionista d'arte, e da Anna Goldberger che morì quando István aveva soltanto quattro anni. In età adulta cambiò il suo cognome Wolfner, la cui parte "wolf" in tedesco significa “lupo”, traducendolo nel corrispettivo magiaro di Farkas.
Studente del pittore László Mednyánszky a Budapest, si formò presso la colonia artistica di Nagybánya. Nel 1912 si trasferì a Parigi, dove entrò a far parte del circolo dei pittori cubisti dell'Académie de La Palette diventando amico di André Salmon, il quale in seguito scriverà una monografia a lui dedicata. Nel 1914 prese parte alla prima guerra mondiale come volontario nell'esercito austro-ungarico e durante la quale venne fatto prigioniero di guerra in Italia. In un libro di György Konrád, Farkas venne descritto come "un ufficiale esemplare, venne decorato, a cavallo e sugli aerei, alla macchia come esploratore, senza fuggire la morte che lo circondava. Si sentiva meglio con un quaderno da disegno sui fronti dell'Europa sud-orientale e nel campo di prigionia italiano, piuttosto che di nuovo a Budapest nell'inverno del 1919-20, dopo le rivoluzioni fallite, circondato da ebrei ricchi e sotto un governo antisemita".
Nel 1923, nello studio di Adolf Fényes, incontrò la pittrice Ida Kohner (1895-1944), figlia del Barone Adolf Kohner. L'anno seguente István tenne la sua prima mostra individuale di 117 quadri presso l'Ernst Museum di Budapest. Nel 1925 István e Ida si sposarono e dal loro matrimonio nacquero tre figli: Charles, scultore, Jutka, insegnante liceale, e Paolo, disegnatore tessile. Nel novembre di quell'anno si trasferì nuovamente a Parigi, dove entrò a far parte del giro di artisti che frequentavano il Café de la Rotonde nel quartiere di Montparnasse. Grazie alle sue mostre personali, i suoi quadri vennero venduti in Francia e in Belgio consentendo a István di affermarsi come uno dei pittori Est europei più importanti dell'Ecole de Paris. Nel 1928 partecipa alla Biennale di Venezia.
In qualità di unico erede della fortuna Wolfner, la morte di József nel 1932 costrinse István a farsi carico degli affari di famiglia a Budapest. Sotto la guida di István, la casa editrice "Singer & Wolfner", fino allora dall'impronta conservatrice, iniziò a pubblicare lavori più progressisti e innovatori. Nonostante un secondo incarico come Amministratore delegato della "Új Idök KftHe", István mantenne sempre il suo studio parigino dove continuò a dedicarsi alla pittura. Nel 1932 e nel 1936, allestì due importanti mostre all'Ernst Museum.

### Dalla seconda guerra mondiale alla morte
Nel 1939, quando il regime fascista di Miklós Horthy inasprì le leggi antisemite varate nel 1919, l'ebreo Farkas continuò a credere che avrebbe ricevuto la protezione speciale accordata ai veterani e ufficiali di guerra decorati al valore. E per un breve periodo István poté effettivamente contare sulla protezione del regime fascista ungherese. Per la medaglia ricevuta dopo la Prima Guerra Mondiale Farkas fu qualificato come ebreo con la fascia bianca al braccio, privilegiato, che poteva uscire per le strade anche quando agli altri era proibito. Nel 1943, riuscì, infatti, a organizzare una mostra d'arte presso la Tamás Gallery, il cui catalogo espositivo conteneva una prefazione di Ernő Kállai.
Dopo il 1943, le persecuzioni nei confronti degli ebrei ungheresi incrementarono drasticamente. Molti degli amici e dei colleghi di István, tra i quali il suo coeditore francese François Gachot (con cui pubblicò opere su József Rippl-Rónai, Tivadar Kosztka Csontváry e Béni Ferenczy), lo esortarono con insistenza a lasciare al più presto l'Ungheria.
Dopo l'occupazione tedesca dell'Ungheria nel marzo del 1944, i nazisti e le autorità di Budapest diedero insieme vita a una massiccia persecuzione della comunità ebraica ungherese creando anche dei ghetti e dando il via alle deportazioni verso il campo di concentramento di Auschwitz. Le persecuzioni vennero condotte inizialmente nelle campagne e Farkas, residente a Budapest, ebbe così l'ultima opportunità di mettersi in salvo. Ancora una volta i suoi amici, tra i quali lo scultore Pál Pátzay, lo esortarono a fuggire, ma István, sempre convinto che le autorità di Budapest lo avrebbero protetto dai nazisti, non li ascoltò decidendo di rimanere nel paese.
Fatale per la sua sorte fu anche il tradimento del prestanome cristiano scelto proprio da Farkas per fungere come direttore formale della casa editrice e quindi godere della fiducia dei mezzi di propaganda. Ma affinché la ditta potesse finalmente diventare sua, costui si adoperò alle spalle di Farkas, per evitare che questi potesse uscire dal campo di internamento e non perdesse il successivo treno di deportati. E a costare la vita a István fu proprio la delazione dell'uomo che lui aveva favorito.
Il 15 aprile 1944 venne arrestato a Budapest insieme a un gruppo di 45 giornalisti, direttori di giornali ed editori ebrei, tra i quali i responsabili del Pester Lloyd. Dopo essere stato detenuto per alcune settimane nel campo di internamento di Kistarcsa, Farkas venne deportato ad Auschwitz dove fu mandato a morire in una camera a gas subito dopo il suo arrivo.
Sua moglie, Ida Kohner, venne invece uccisa a Budapest da una banda di fascisti ungheresi del Partito delle Croci Frecciate che gettarono il suo corpo nelle acque del Danubio. Tutta la rassegnazione e l'amarezza di quegli ultimi giorni di Farkas è espressa in una lettera scritta in uno dei carri bestiami del treno della morte diretto ad Auschwitz e miracolosamente recapitata a un conoscente durante una fermata a Kecskemét. La missiva era indirizzata
a Ferenc Herczeg, autorevole scrittore e uno dei redattori principali della casa editrice Singer & Wolfner, che aveva promesso di intercedere nell'interesse di Farkas presso il reggente Horthy.
Dopo la Guerra, le forze d'occupazione russe confiscarono le sue proprietà, tra le quali il suo grande appartamento in via Aradi e la sua magione di Szigliget, e la casa editrice di famiglia venne nazionalizzata. I comunisti poi e altri che erano stati aiutati da lui negarono a Farkas un posto nella storia dell'arte qualificandolo come sfruttatore borghese.

### Dopo la morte
A partire dalla metà degli anni 80, le opere di Farkas hanno iniziato a essere gradualmente riscoperte dalla comunità artistica mondiale. Ai suoi quadri sono state dedicate numerose mostre individuali allestite in città quali Roma, New York, Amsterdam e Budapest. “L'anno scorso molte sale del Museo Storico di Budapest erano riempite con le sue opere, sessant'anni dopo la sua morte la città si rende conto di aver lasciato uccidere uno dei suoi grandi artisti. Gli esperti di arte, i collezionisti e i mercanti hanno cominciato a parlare dell'arte di István Farkas".
Nel 1997, un ritratto dello scrittore e giornalista Dezső Szomory realizzato da István Farkas fu usato come copertina di Cronaca del cambiamento (Valaki más), prima edizione del romanzo di Imre Kertész. E ciò permise a Farkas di raggiungere ancora una volta un pubblico più vasto. István è anche uno dei protagonisti di Pranzo di famiglia, memoir scritto da sua nipote Alessandra Farkas nel 2006 ed edito da Sperling&Kupfer.